# Pöstlingberg

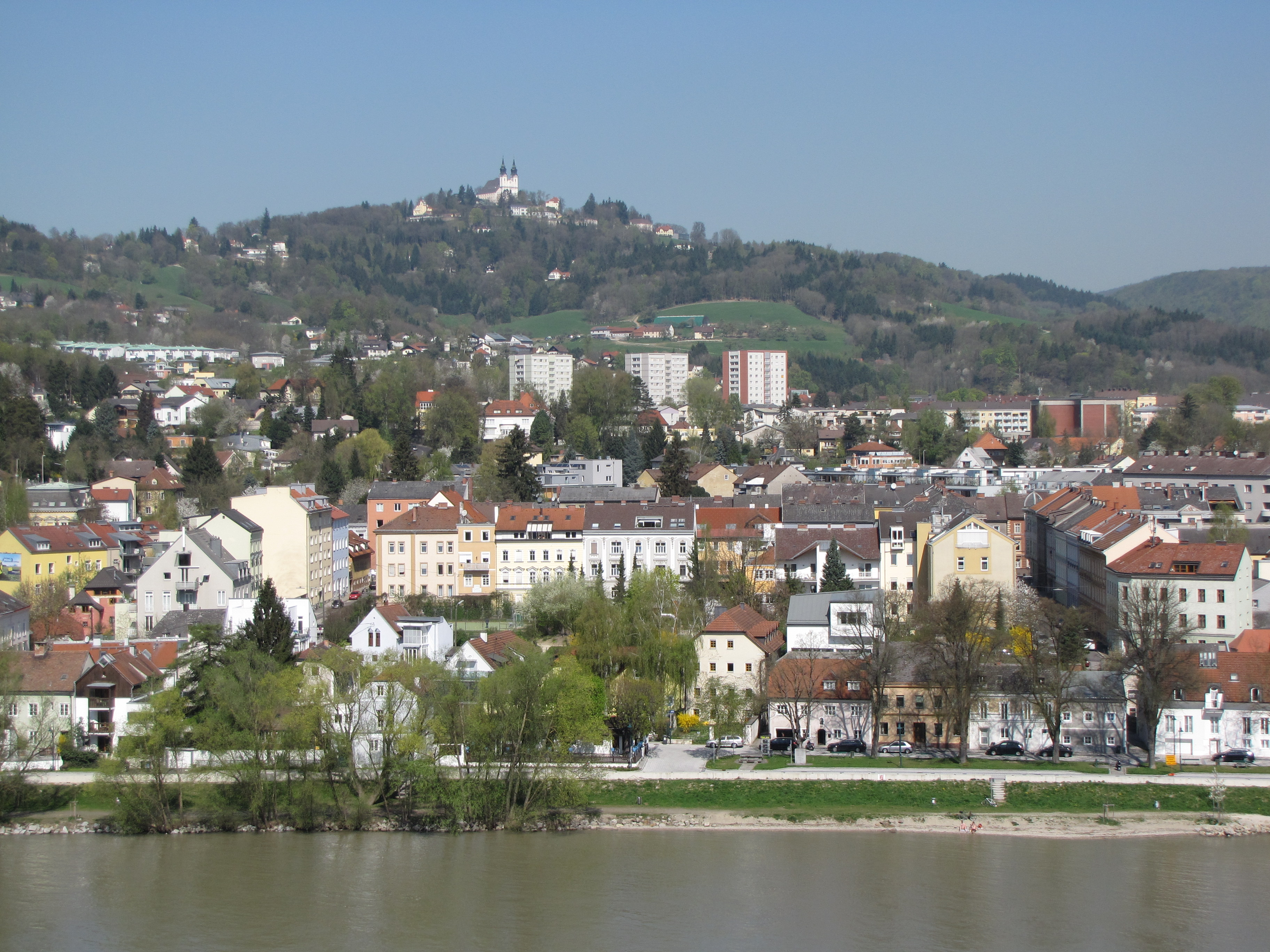
Widok zza Dunaju

Pöstlingberg ([ˈpœstlɪŋˌbɛʁk]ⓘ) - góra o wysokości 539 m n.p.m. znajdująca się na lewym brzegu Dunaju w miejscowości Linz, w Austrii. Również dzielnica o tej samej nazwie w Linzu. Ulubiony cel wycieczek turystycznych - Linzer Grottenbahn, kolej wąskotorowa na górę Pöstlingberg.

## Literatura
- Erich Hillbrand, Friederike Grill-Hillbrand: Pöstlingberg. Streiflichter auf Erscheinungsbild und Geschichte des Linzer Hausbergs. Universitätsverlag Rudolf Trauner, Linz 1996, ISBN 3-85320-766-9
- Christian Hager: Auf den Pöstlingberg! Geschichte und Geschichten vom Wahrzeichen der Landeshauptstadt Linz. Verlag Denkmayr, Linz 1997, ISBN 3-901123-90-3